# Paramorariopsis anae
Paramorariopsis anae là một loài động vật giáp xác Copepoda thuộc họ Canthocamptidae. Đây là loài đặc hữu của Slovenia.